# Leo Roth
Pour les articles homonymes, voir Roth.
Leo Roth (né en 1921 à Graz, mort en 2004 à Baden-Baden) est un hazzan autrichien.

## Biographie
Leo Roth vient d'une famille juive polonaise. Après l'Anschluss, il est envoyé dans un transport avec d'autres enfants en Grande-Bretagne. Après un court séjour, il doit partir de nouveau pour le Canada puis va finalement en Australie. Roth est interné dans un camp, mais peut se rendre chez ses parents qui ont émigré à Shanghai. La famille Roth peut ne pas vivre dans le ghetto de Shanghai. Leo Roth s'inscrit pour des études de biologie et est l'ami de Kurt Rudolf Fischer. En 1943, les Japonais placent tous les Juifs dans le ghetto. Après sa libération le 3 septembre 1945, la famille Roth va en Grande-Bretagne puis retourne en Autriche.
Pendant l'exil, Leo Roth se tourne vers le judaïsme et se consacre au culte dans sa ville natale. Il devient le premier hazzan de la communauté de Vienne. En 1957, il s'installe à Berlin à la demande de Heinz Galinski. En tant que citoyen autrichien, il peut facilement aller entre Berlin-Ouest et Berlin-Est. Il œuvre avec un autre hazzan, Estrongo Nachama. Roth exerce essentiellement dans les synagogues de la Rykestraße à Prenzlauer Berg, de la Pestalozzistraße à Charlottenbourg et de Fraenkelufer à Kreuzberg.
Avec sa voix de ténor, Leo Roth acquiert progressivement un répertoire de musique de synagogue de soliste et en concert. Son chant se fait entendre au moment du chabbat sur Sender Freies Berlin à l'ouest et sur Berliner Rundfunk à l'est. Il crée également des archives pour recueillir la musique de synagogue germanophone en Europe et en Amérique du Nord et du Sud. Il collabore régulièrement avec le chef de chœur et l'organiste Harry Foss et Werner Sander, le fondateur du chœur de la synagogue de Leipzig, puis son successeur Helmut Klotz pour animer la synagogue de la Rykestraße, ainsi qu'avec l'orchestre symphonique de la MDR. En 1978, Roth participe à une nouvelle édition du hazzan berlinois Aron Friedmann sur les chants de synagogue.

## Source, notes et références
- (de) Cet article est partiellement ou en totalité issu de l’article de Wikipédia en allemand intitulé « Leo Roth (Kantor) » (voir la liste des auteurs).